# Манзіні (район)
Манзіні (англ. Manzini) — адміністративний округ на заході Есватіні. Територія 4 070 км², населення 298 378 (2010). Адміністративний центр — місто Манзіні. Межує з округами Хохо на півночі, Лумомбо на сході і Шіселвені на півдні.

## Населення
- 1966 — 101 000 мешканців (перепис населення)
- 1976 — 114 492 мешканців (перепис населення)
- 1986 — 192 596 мешканців (перепис населення)
- 1997 — 287 949 мешканців (перепис населення)
- 2007 — 293 260 мешканців (перепис населення)
- 2010 — 298 378 мешканців

## Адміністративний поділ
Район поділяється на 16 округів:
| Округ                                     | Населення, чол. (на 12.05.2007) | Площа, км² | Центр                     |
| ----------------------------------------- | ------------------------------- | ---------- | ------------------------- |
| Екуханьєні (англ. Ekukhanyeni)            | 18 085                          | 159        | Екуханьєні                |
| Квалусені (англ. Kwaluseni)               | 41 780                          | 28         | Квалусені                 |
| Ламгабі (англ. Lamghabi)                  | 11 924                          | 108        | Ламгабі                   |
| Лобамба Ломджала (англ. Lobamba Lomdzala) | 18 797                          | 172        | Махланья (англ. Mahlanya) |
| Луджелудже (англ. Ludzeludze)             | 28 355                          | 181        | Луджелудже                |
| Мангконго (англ. Mangcongco)              | 6 603                           | 422        | Мангконго                 |
| Манзіні Південний (англ. Manzini South)   | 15 417                          | 20         | Манзіні                   |
| Манзіні Північний (англ. Manzini North)   | 39 529                          | 28         | Манзіні                   |
| Мафутсені (англ. Mafutseni)               | 15 573                          | 187        | Мафутсені                 |
| Махлангатья (англ. Mahlangatja)           | 18 788                          | 470        | Махлангатья               |
| Мтхангванені (англ. Mthongwaneni)         | 17 302                          | 255        | Мтхангванені              |
| Мхівені (англ. Mkhiweni)                  | 23 929                          | 500        | Мхівені                   |
| Мхламбаньятсі (англ. Mhlambanyatsi)       | 8 982                           | 464        | Мхламбаньятсі             |
| Нгвенпісі (англ. Ngwenpisi)               | 27 232                          | 590        | Нгвенпісі                 |
| Нтондозі (англ. Ntondozi)                 | 14 768                          | 231        | Нтондозі                  |
| Нхламбені (англ. Nhlambeni)               | 12 466                          | 279        | Нхламбені                 |